# مشادوو
مشادوو (به لاتین: Mysiadło) یک روستا در لهستان است که در گمینا لشنووولا واقع شده‌است.
 مشادوو  ۳٬۰۰۰ نفر جمعیت دارد و ۱۰۷ متر بالاتر از سطح دریا واقع شده‌است.